# مارك روجرز (لاعب كرة قاعدة)
مارك روجرز (بالإنجليزية: Mark Rogers)‏ هو لاعب كرة قاعدة أمريكي، ولد في 30 يناير 1986 في برونزويك في الولايات المتحدة.

## وصلات خارجية
- مارك روجرز على موقع دوري كرة القاعدة الرئيسي (الإنجليزية)
- مارك روجرز على موقعبيزبول رفرنس.كوم (الدوري الرئيسي) (الإنجليزية)
- مارك روجرز على موقعبيزبول رفرنس.كوم (الدوري الثانوي) (الإنجليزية)
- مارك روجرز على موقع إي إس بي إن.كوم (أم.أل.بي) (الإنجليزية)
- مارك روجرز على موقع مشجعي الرسوم البيانية (الإنجليزية)